# Любовь для взрослых
«Любовь для взрослых» — фильм 2022 года режиссёра Барбары Топсеэ-Ротенборг по одноимённому роману Анны Экберг (Андерс Рённов Кларлунд и Якоб Вайнрайк) 2017 года. Первый датский фильм для Netflix.

## Сюжет
Брак Кристиана и Элеоноры трещит по швам. Причина — супружеская неверность Кристиана. У него роман с сотрудницей его строительной компании — молодой красавицей Ксенией. Кроме того, у Кристиана большие проблемы с уплатой налогов и другие мошенничества.
До поры до времени жена это терпит, но когда, будучи приглашённая на корпоратив в компанию мужа, застаёт супруга, занимающегося любовью с Ксенией в одном из кабинетов — это переполняет чашу её терпения.
После вечеринки Элеонора ставит вопрос ребром — либо он всё прекращает, либо она заявляет в полицию о всех его тёмных делишках, за что ему грозит многолетнее тюремное заключение.
Негодуя, Кристиан принимает решение избавиться от своей супруги. Зная об ежевечерних пробежках Элеоноры он решает устроить дорожное происшествие, в результате которого его жена бы погибла.
Всё идёт по плану, Кристиан сбивает на угнанном автомобиле свою жену, затем, для верности, несколько раз переезжает её. Казалось бы — цель достигнута, но есть одно «но»…

## В ролях
- Дар Салим — Кристиан
- Соня Рихтер — Элеонора
- Сус Уилкинс — Ксения